# AK Press
AK Press es una editorial y distribuidora independiente y de propiedad colectiva que se especializa en literatura anarquista socialista.
Fue originalmente fundada en Edimburgo, Escocia por Ramsey Kanaan en 1987 como un pequeño servicio de pedidos por correo. El proyecto pronto se amplió, aventurándose en la publicación de libros y teniendo luego una filial en Oakland, California (Estados Unidos) donde actualmente vive Kanaan. AK Press está organizada como una cooperativa de trabajadores, lo que significa que es propiedad de todos los miembros del colectivo y trabajan sin jefes, cada integrante tiene igual nivel de decisión y de paga. Funciona en línea desde Estados Unidos. Sus libros tratan sobre anarquismo, globalización (y antiglobalización), derechos animales, entre otros temas. 